# ブルーノ・ソリアーノ
ブルーノ・ソリアーノ・ジド（スペイン語: Bruno Soriano Llido: スペイン語発音: [ˈbɾuno soˈɾjano ˈʎiðo], 1984年6月12日 - ）は、スペイン・バレンシア州カステリョン県アルタナ出身の元サッカー選手。元スペイン代表。ポジションはミッドフィールダー。

## 経歴

### クラブ
彼の出身地であるアルタナとヴィラ＝レアルは同じバレンシア州カステリョン県に属し、15kmほどしか離れていない。ビジャレアルCFの下部組織に加入し、ビジャレアルCF Bではキャプテンを務めた。2006年7月15日、UEFAインタートトカップのNKマリボル戦でトップチームデビューした。同年10月1日のRCDマヨルカ戦でプリメーラ・ディビシオン（1部）デビューし、そのシーズンはリーグ戦で3試合に出場した。
2007年のプレシーズンのレアル・サラゴサ戦やASリヴォルノ・カルチョ戦では、PKを蹴る際にチップキックを使っている。2007-08シーズンもセンターハーフの控えとしてスタートしたが、レギュラーのホシコの怪我により、出場機会が増加。2007年11月14日にはコパ・デル・レイのUDラス・パルマス戦でトップチーム初得点を挙げた。2008-09シーズンはたびたび左サイドバックでも起用され、26試合に出場した。2009-10シーズンは33試合に出場し、ミッドフィールダー陣最多の出場時間を記録した。2010年7月にはFCバルセロナからの興味が報道されたが、8月5日にビジャレアルCFとの契約を4年間延長して2016年までとした。
2011-12シーズン終了後にはセグンダ・ディビシオン（2部）に降格し、バレンシアCFから移籍金900万ユーロでの獲得オファーが提示されたが、ブルーノはこれを拒否してビジャレアルCFに残留し、2020年までの新契約を結んだ。2012-13シーズンのビジャレアルCFはセグンダ・ディビシオンで2位となって、1シーズンでのプリメーラ・ディビシオン昇格を決めている。2013-14シーズンにはキャリアハイの6得点を挙げたが、うち3得点はPKによるものだった。
2015年12月31日にはエスタディオ・エル・マドリガルで行われたバレンシアCFとのダービーマッチで、直接フリーキックで得点を挙げた。次節のデポルティーボ・ラ・コルーニャ戦では、後半ロスタイムにPKで決勝点を挙げた。2017-18シーズンは足首の負傷で全休し、1試合も出場しなかった。
以降も怪我で全く試合に出場することが出来ずにいたが、2019-20シーズン、6月22日のセヴィージャ戦で約3年振りとなる出場を果たした。しかし同シーズン限りでの現役引退を表明した。7月13日、リーグ最終節のSDエイバル戦ではキャプテンとして先発出場、88分までプレーし勝利に貢献した。

### 代表
2010 FIFAワールドカップ後初の招集機会でビセンテ・デル・ボスケ監督によってスペイン代表に初招集され、8月11日のメキシコとの親善試合でスペイン代表デビューした。ボランチの一角として先発出場して72分間プレーした。
2016年5月にはUEFA EURO 2016に向けたスペイン代表候補25人に選ばれ、出場メンバー23人にも選ばれた。6月17日にニースのアリアンツ・リヴィエラで行われたトルコ戦では、64分にダビド・シルバとの交代で途中出場し、32歳にして主要国際大会デビューした。

## 人物
サンティ・カソルラとは「戦友」と呼べる間柄であり、カルソラとソリアーノの2人には「現役続行不可能とも思われた怪我を強靭な意志で乗り越えた」という共通点もある。

## 所属クラブ
- 2004-2006  ビジャレアルCF B
- 2006-  ビジャレアルCF

## 個人成績

### クラブ
- 2018年6月9日時点[24]

| クラブ         | シーズン | 国内リーグ        | 国内リーグ | 国内リーグ | 国内カップ | 国内カップ | 国際カップ | 国際カップ | 通算 | 通算 |
| クラブ         | シーズン | リーグ            | 出場       | 得点       | 出場       | 得点       | 出場       | 得点       | 出場 | 得点 |
| -------------- | -------- | ----------------- | ---------- | ---------- | ---------- | ---------- | ---------- | ---------- | ---- | ---- |
| ビジャレアルCF | 2006–07  | プリメーラ（1部） | 3          | 0          | 0          | 0          | 1          | 0          | 4    | 0    |
| ビジャレアルCF | 2007–08  | プリメーラ（1部） | 21         | 0          | 4          | 1          | 6          | 0          | 31   | 1    |
| ビジャレアルCF | 2008–09  | プリメーラ（1部） | 25         | 0          | 2          | 0          | 7          | 0          | 34   | 0    |
| ビジャレアルCF | 2009–10  | プリメーラ（1部） | 33         | 0          | 4          | 0          | 6          | 0          | 43   | 0    |
| ビジャレアルCF | 2010–11  | プリメーラ（1部） | 37         | 0          | 4          | 0          | 15         | 0          | 56   | 0    |
| ビジャレアルCF | 2011–12  | プリメーラ（1部） | 37         | 3          | 2          | 0          | 7          | 0          | 46   | 3    |
| ビジャレアルCF | 2012–13  | セグンダ（2部）   | 36         | 4          | 1          | 0          | –          | –          | 37   | 4    |
| ビジャレアルCF | 2013–14  | プリメーラ（1部） | 36         | 6          | 3          | 0          | –          | –          | 39   | 6    |
| ビジャレアルCF | 2014–15  | プリメーラ（1部） | 24         | 2          | 5          | 1          | 8          | 2          | 37   | 5    |
| ビジャレアルCF | 2015–16  | プリメーラ（1部） | 31         | 5          | 2          | 0          | 12         | 2          | 45   | 7    |
| ビジャレアルCF | 2016–17  | プリメーラ（1部） | 34         | 5          | 1          | 0          | 8          | 1          | 43   | 6    |
| ビジャレアルCF | 2017–18  | プリメーラ（1部） | 0          | 0          | 0          | 0          | 0          | 0          | 0    | 0    |
| 通算           | 通算     | 通算              | 317        | 25         | 28         | 2          | 70         | 5          | 415  | 32   |

### スペイン代表
- 2016年6月21日時点[25]

| スペイン代表 | スペイン代表 | スペイン代表 |
| 年           | 出場         | 得点         |
| ------------ | ------------ | ------------ |
| 2010         | 1            | 0            |
| 2011         | 1            | 0            |
| 2012         | 2            | 0            |
| 2014         | 2            | 0            |
| 2016         | 4            | 0            |
| 通算         | 10           | 0            |